# 1753 au Canada
Pour un article plus général, voir Chronologie du Canada.
Cet article traite des événements qui se sont produits durant l'année 1753 au Canada.

## Événements
- 3 mai : Paul Marin de la Malgue arrive sur la rive sud du lac Érié à la tête d'un corps expéditionnaire chargé de d'établir une série de forts pour relier le lac à la Vallée de l'Ohio. Il commence aussitôt la construction du fort de la Presqu'île, achevée le 3 août. Il envoie un détachement conduit par François le Mercier qui construit le fort Le Boeuf à partir du 11 juillet. Paul Marin de la Malgue meurt le 29 octobre et Jacques Legardeur de Saint-Pierre le remplace[1].
- 8 et 17 juin : 1 453 colons protestants allemands et suisses venus de Halifax fondent la ville de Lunenburg, deuxième établissement britannique de la Nouvelle-Écosse[2].
- 3 juillet : lancement du navire Algonquin à Québec.
- 8 août : Joseph Bernard de Chabert obtient l'autorisation de l'Académie des sciences de publier en France son ouvrage Voyage fait par ordre du roi en 1750 et 1751 dans l'Amérique septentrionale, pour rectifier les cartes des côtes de l'Acadie, de l'Ile-Royale et de l'île de Terre-Neuve, et pour en fixer les principaux points par des observations astronomiques[3].
- 12-16 décembre : George Washington se rend à Fort Le Bœuf pour demander le retrait des troupes françaises de la vallée de l'Ohio. Jacques Legardeur de Saint-Pierre refuse avec courtoisie et fermeté[4].

- Construction du Fort de La Corne ou Saint-Louis sur la Saskatchewan par Louis de La Corne[5].

## Naissances
- 9 janvier : Bernard-Claude Panet, archevêque de Québec († 14 février 1833).
- 1er mars : Vénérande Robichaud, femme d'affaires († 22 novembre 1839).
- 2 juin : Joseph-François Perrault, commerçant, éducateur, juge de paix († 5 avril 1844).
- 16 juin : Philippe-Jean-Louis Desjardins, prêtre réfugié à Québec à l'époque de la révolution française († 21 octobre 1833).
- 23 septembre : François-Antoine Larocque, politicien († 31 octobre 1792).
- Edmund Burke (évêque), vicaire apostolique en Nouvelle-Écosse († 1er décembre 1820).

## Décès
- 17 octobre : François-Josué de la Corne Dubreuil, militaire (° 7 octobre 1710).
- 29 octobre : Paul Marin de la Malgue, militaire (° 16 mars 1692).
- Paul Guillet, négociant en fourrure.